# La Sostrana
La Sostrana o La Sosterrana (La Sotrane en marchès, en francès La Souterraine) és un municipi occità, situat al departament de la Cruesa i a la regió de la Nova Aquitània.

## Demografia
| Evolució de la població |       |       |       |       |       |       |       |       |
| 1793                    | 1800  | 1806  | 1821  | 1831  | 1836  | 1841  | 1846  | 1851  |
| 2 966                   | 2 665 | 2 607 | 2 698 | 2 921 | 3 148 | 3 092 | 3 385 | 3 680 |

| 1856  | 1861  | 1866  | 1872  | 1876  | 1881  | 1886  | 1891  | 1896  |
| ----- | ----- | ----- | ----- | ----- | ----- | ----- | ----- | ----- |
| 3 953 | 3 754 | 4 029 | 4 131 | 4 356 | 4 562 | 4 929 | 4 773 | 4 586 |

| 1901  | 1906  | 1911  | 1921  | 1926  | 1931  | 1936  | 1946  | 1954  |
| ----- | ----- | ----- | ----- | ----- | ----- | ----- | ----- | ----- |
| 4 648 | 4 705 | 4 308 | 4 129 | 4 205 | 4 106 | 4 482 | 5 074 | 5 090 |

| 1962  | 1968  | 1975  | 1982  | 1990  | 1999  | 2006 | 2011 | 2016 |
| ----- | ----- | ----- | ----- | ----- | ----- | ---- | ---- | ---- |
| 4 718 | 5 104 | 5 302 | 5 690 | 5 459 | 5 320 | -    | -    | -    |

| 2019 | - | - | - | - | - | - | - | - |
| ---- | - | - | - | - | - | - | - | - |
| -    | - | - | - | - | - | - | - | - |

## Administració
| Període   | Identitat            | Partit                 |
| --------- | -------------------- | ---------------------- |
| 1945-1947 | Henri Pluyaud        | PCF                    |
| 1947-1971 | Émile Parrain        | socialista independent |
| 1971-1977 | Guy Picoty           |                        |
| 1977-1995 | Fernand Villard      | app. PCF               |
| 1995-2008 | Yves Furet           | PS                     |
| 2008-     | Jean-François Muguay | PS                     |

## Galeria d'imatges

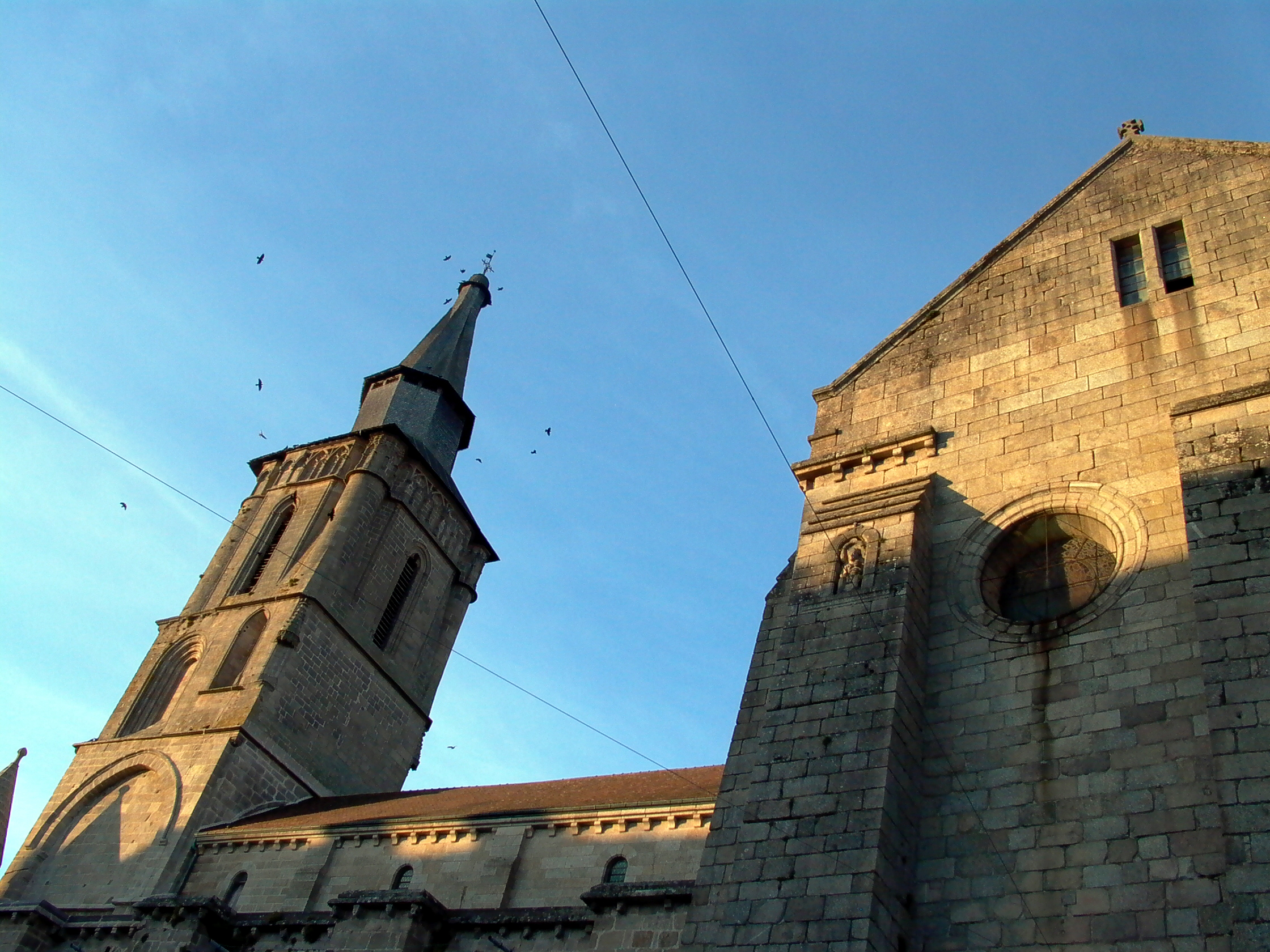
L'església
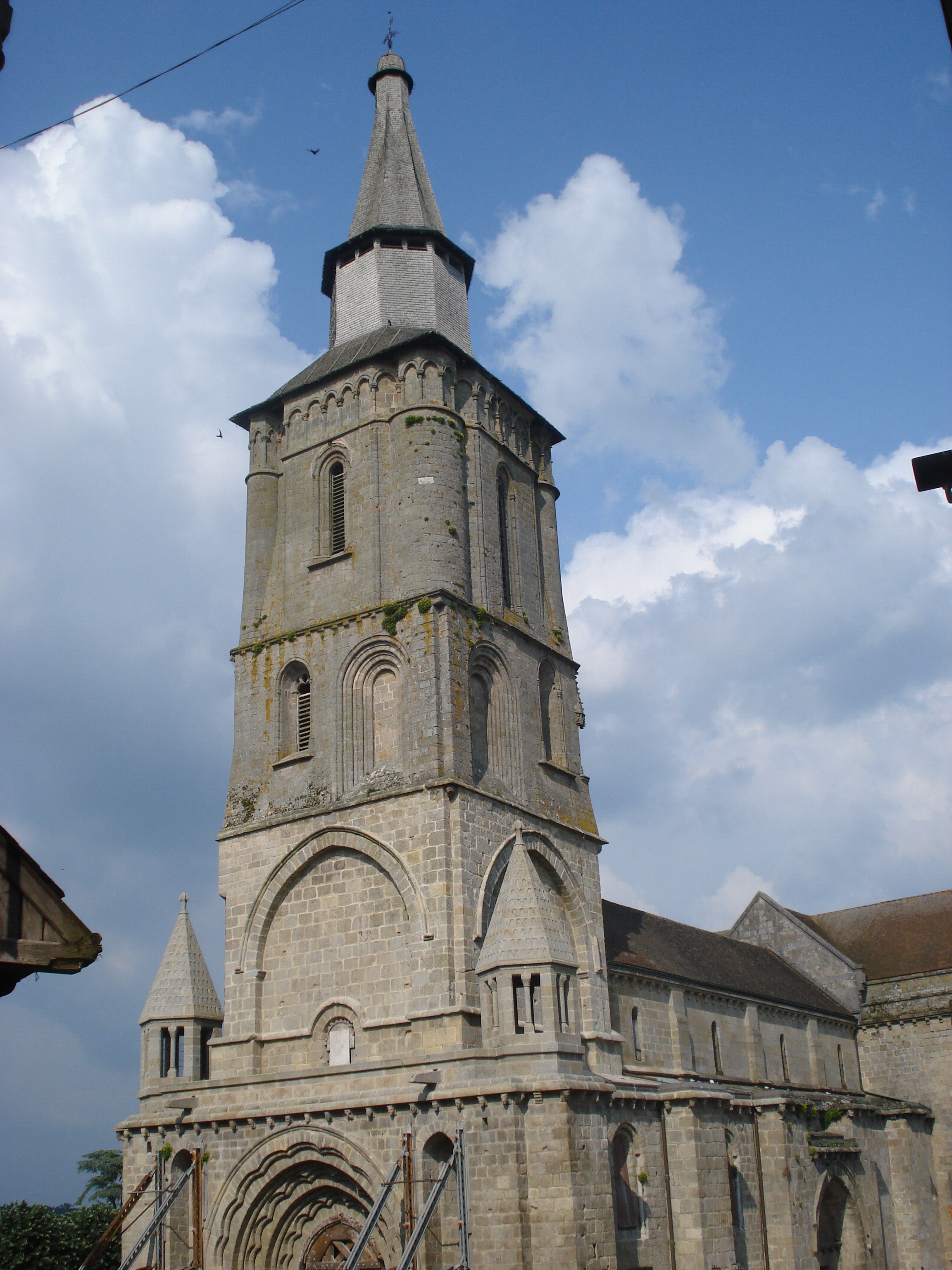
Campanar de l'església
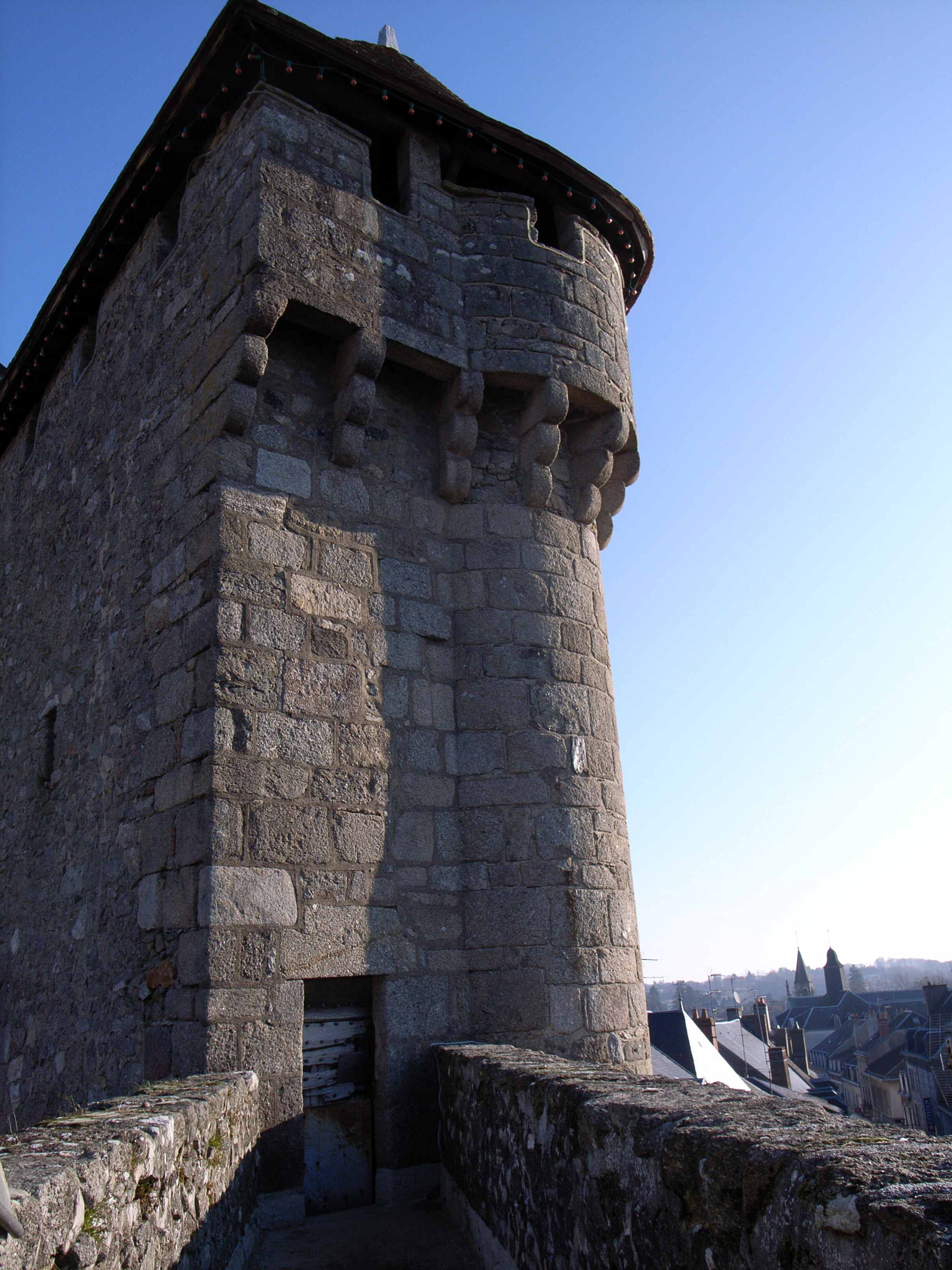
La torre de la porta de sent Joan
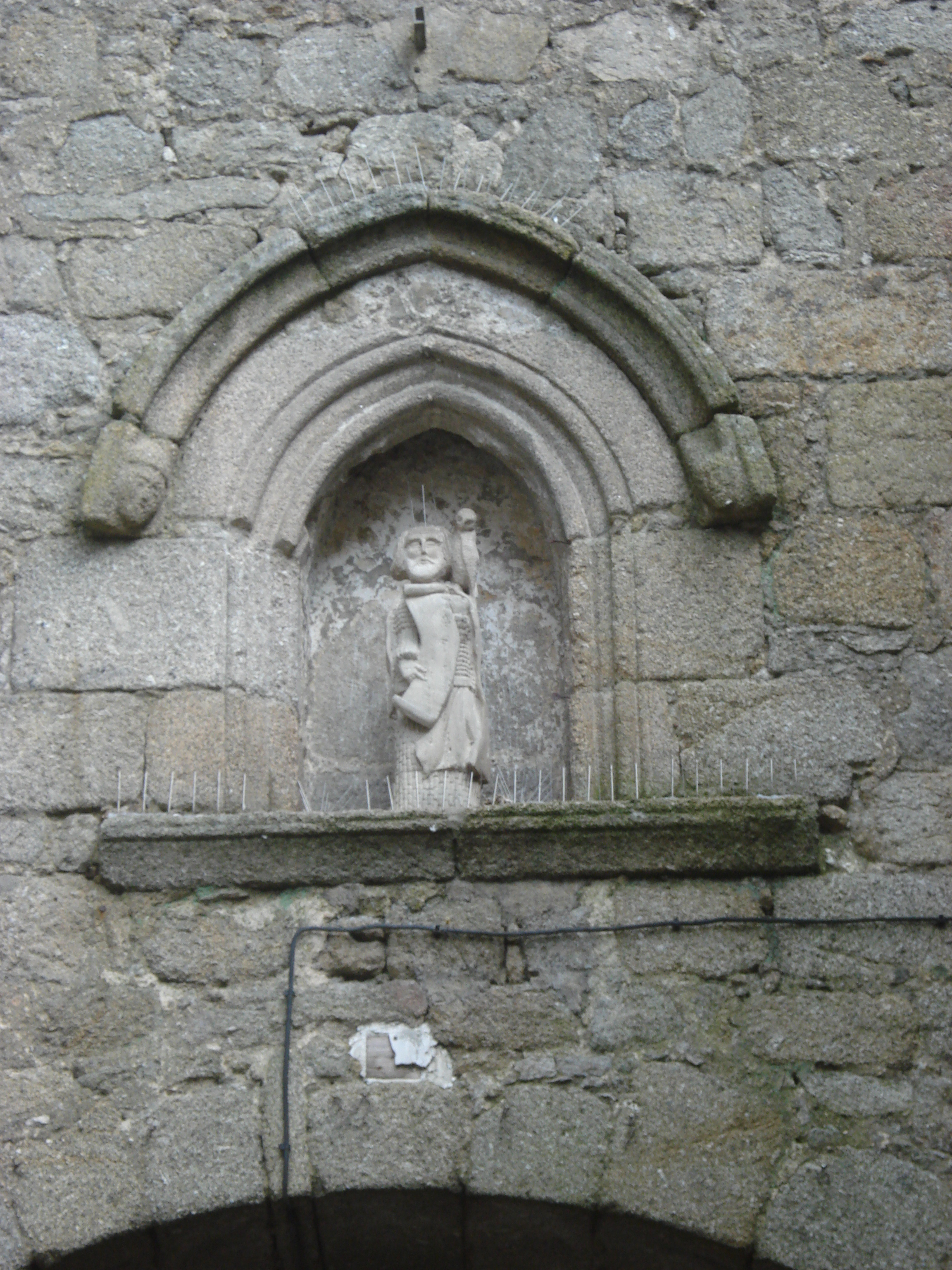
Estatueta de la porta de sent Joan